# The Lovell Sisters
The Lovell Sisters est un trio de musique acoustique américain reconnu, entre autres, pour ses larges parties instrumentales. Pendant ses cinq ans d'existence, le groupe s'est organisé autour de trois membres permanents - Jessica, Megan et Rebecca, les trois sœurs Lovell. Bien que le groupe ait été manifestement influencé par le bluegrass, les sœurs Lovell ont souvent décrit leur musique comme étant de l'acoustique progressif.

## Membres
- Jessica Lovell: Chant, violon.
- Megan Lovell: Chœurs, Dobro, Lap Steel.
- Rebecca Lovell: Chant, Mandoline, Guitare.
- Matt Wingate: Guitare.
- Daniel Kimbro: Basse.
- Chad Melton: Percussion.
- Mike Seal: Guitare

## Histoire
Pendant leur enfance, les trois filles Lovell ont pris des leçons de violon et de piano et participaient à l'orchestre local. Elles ont eu l'occasion de faire leurs premiers débuts sur scène avec la chorale de l'église. C'est en écoutant le titre Slide Rule de Jerry Douglas que la famille Lovell découvre le bluegrass.
En 2004, le tout jeune groupe Lovell Sisters Band débute par un concert au Signal Mountain Opry. L'année suivante, les sœurs Lovell ont l'occasion de participer à l'émission A Prairie Home Companion et gagnent le prix associé, le Prairie Home National Teen Talent Competition. Leur premier album, When Forever Rolls Around sort en septembre de la même année. Deux ans plus tard, la plus jeune des sœurs, Rebecca, gagne le MerleFest, un tournoi de mandoline. Alors âgée de 15 ans, elle est la plus jeune personne - et la seule femme - à avoir remporté ce prix.
Le 16 décembre 2009, les Lovell Sisters annoncent les fiançailles de la plus âgée des sœurs, Jessica. Cette dernière décide également de quitter le groupe pour se consacrer à ses études. Le groupe s'éteint définitivement après un dernier concert au Harris Arts Center à Calhoun en Géorgie, le 16 septembre 2010. Rebecca et Megan forment ensuite un nouveau groupe : Larkin Poe,.

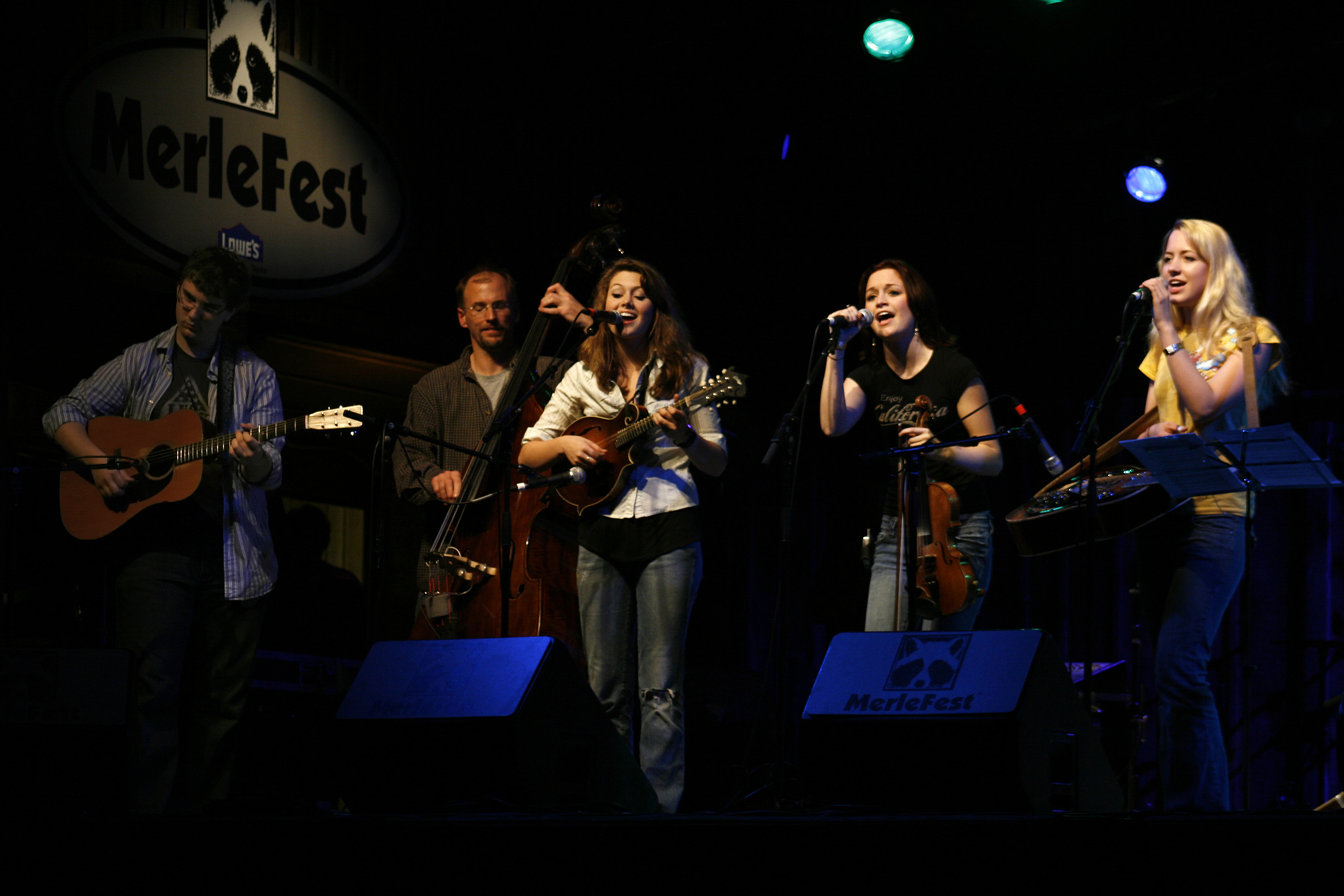
Lovell Sisters Band on Watson Stage, MerleFest 2007

## Discographie
- When Forever Rolls Around (as Lovell Sisters Band), 2005, 2DefPigs Records.
- Live at the Philadelphia Folk Festival (DVD), 2008.
- Time to Grow, 2009, 2DefPigs Records.